# Casa Buonarroti
Casa Buonarroti és un museu consagrat a Miquel Àngel a la ciutat de Florència, situat en el palau de la família Buonarroti, a la cantonada de la Via Ghibellina i de la Via Buonarroti.
No és la casa natal de Miquel Àngel Buonarroti, car va néixer a Caprese a la província d'Arezzo, sinó que es tracta d'una de les cases que va viure l'artista. El seu nebot Leonardo, els anys 1546 a 1553 va fer edificar el palau que després va ser ampliat i restaurat a la seva actual forma per Miquel Àngel el Jove, cap a 1612. El Jove va utilitzar un projecte que comprenia dos dissenys del mateix Miquel Àngel. El seu últim descendent, Cosimo, va oferir l'edifici i les seves col·leccions a la ciutat, i el 1859, un any després de la seva mort, el palau va ser obert com museu.
L'aspecte extern del palau és molt simple. Es distingeix només el portal, sobre el qual hi ha un bust de bronze, còpia del retrat de Miquel Àngel fet per Daniele da Volterra i conservat el Museu Bargello. El principal interès d'aquest museu és la bella col·lecció d'obres de l'il·lustre escultor reunida al llarg dels segles per la família Buonarroti, descendents del seu germà, ja que Miquel Àngel no va tenir fills. Als ambients nobiliaris estan els frescos del segle xvii que exalten la vida i les obres de Miquel Àngel, algun d'ells obra de Artemisia Gentileschi.